# 卫生学

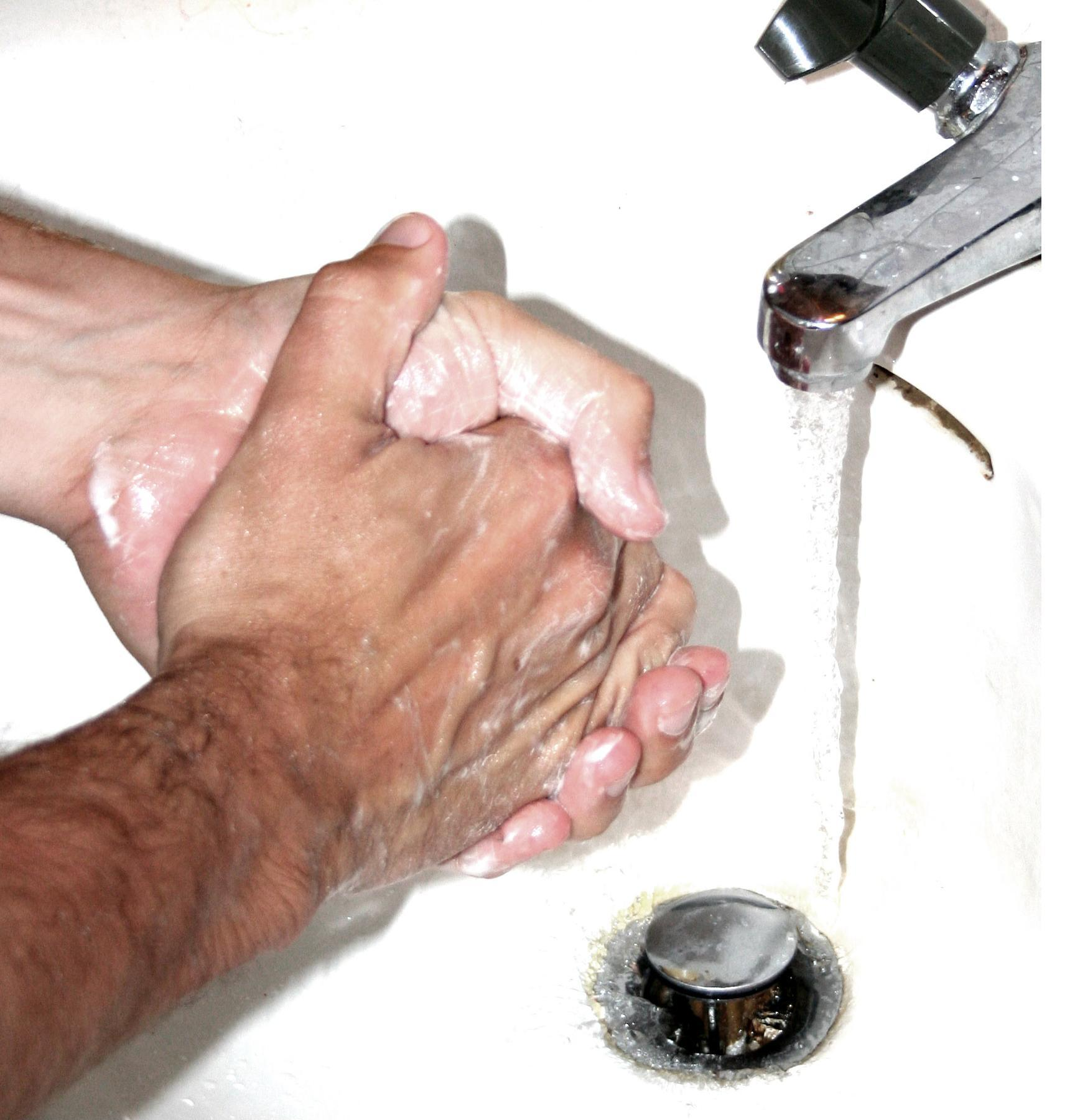
洗手是衛生行為，也是最有效預防傳染病的方法

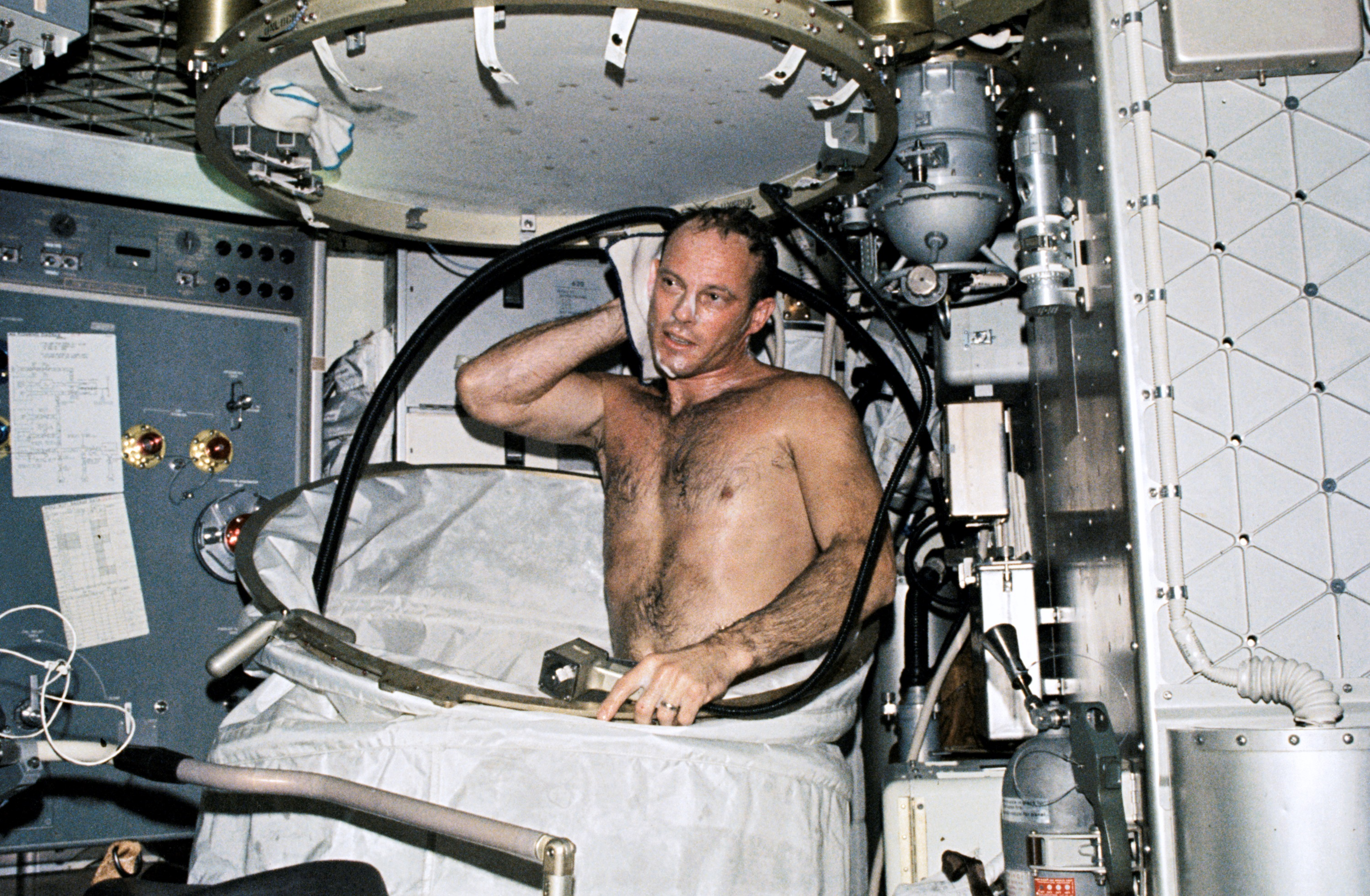
航天员在太空站中洗热水澡。當洗澡的時候，浴簾從地面升起並且固定於天花板。按下軟管上的按鈕便會出水，而後由真空系統排出

衛生學（英語：Hygiene）是指一門維護健康的學問，衛生也是为保持健康而采取的一系列手段。各種卫生措施有助于人們保持健康以及防止疾病传播。現代醫學對不同情況下，有著不同的衛生標準。不同的文化、性別、年齡對衛生有著不同的標準。一些常見的衛生行為，會被視為是好習慣。相對的，不重視衛生則會被視為噁心、粗俗，甚至是具有威脅性。